# 库斯拉甫乡
库斯拉甫乡，是原中华人民共和国新疆维吾尔自治区克孜勒苏柯尔克孜自治州阿克陶县下辖的一个乡镇级行政单位。

## 行政区划
原库斯拉甫乡下辖以下地区：
阿克其格村和宗塔什村。

## 整体搬迁
因阿尔塔什水电站建设的需要，原库斯拉甫乡整体搬迁至喀什地区泽普县大亚斯墩区域，新设立了桐安乡。2018年8月27日，库斯拉甫乡建制被撤销，原库斯拉甫乡行政区域划归阿克陶县恰尔隆乡管辖。